# HD 136118
HD 171028 är en ensam stjärna belägen i den södra delen av stjärnbilden Ormen. Den har en skenbar magnitud av ca 6,93 och kräver åtminstone en handkikare för att kunna observeras. Baserat på parallax enligt Gaia Data Release 2 på ca 19,4 mas, beräknas den befinna sig på ett avstånd på ca 168 ljusår (ca 52 parsek) från solen. Den rör sig närmare solen med en heliocentrisk radialhastighet på ca -3 km/s.

## Egenskaper
HD 136118 är en gul till vit stjärna i huvudserien av spektralklass F7 V, som har börjat utvecklas bort från huvudserien. Stjärnans överskott av stjärnatmosfär liknar solens, och den har bara en blygsam nivå av kromosfärisk aktivitet. Den har en massa som är ca 1,8 solmassor, en radie som är ca 1,7 solradier och har ca 3,7 gånger solens utstrålning av energi från dess fotosfär vid en effektiv temperatur av ca 6 100 K.

## Planetsystem
Astronomen Debra Fischer upptäckte en mycket massiv exoplanet, som tillkännagavs den 7 februari 2002. Den 25 november 2009 visade sig objektet vara en brun dvärg. Med beteckningen HD 136118 b kretsar den kring värdstjärnan med en omloppsperiod av 3,25 år.
| Planet | Massa           | Halv storaxel (AE) | Siderisk omloppstid (d) | Excentricitet | Inklination  | Radie |
| ------ | --------------- | ------------------ | ----------------------- | ------------- | ------------ | ----- |
| b      | 15,49 ± 1,33 MJ | 1,45 ± 0,25        | 1 188 ± 2               | 0,35 ± 0,01   | 163,1 ± 3,0° | -     |